# Moisés Mussa
Moisés Mussa Battal (Valparaíso, 1 de enero de 1900 - Santiago, 27 de julio de 1982) fue un educador, ensayista y filósofo chileno de origen árabe.

## Biografía
Sus estudios primarios los realizó en Santiago y Rancagua. Luego pasó su educación secundaria en la Escuela Normal Abelardo Núñez, derivando posteriormente al Instituto Pedagógico. 
En el año 1919 fue nombrado profesor primario en Rancagua, donde hizo clases en la Escuela Superior de Hombres, la más antigua del país, y que en 1985 sería renombrada como Colegio Moisés Mussa en honor suyo. En 1964 donaría su biblioteca personal al Colegio. En esa misma ciudad participó en una serie de grupos culturales, como la Sociedad de Instrucción Primaria, el Centro de Amigos del Arte, el Centro de la Juventud Radical y también fue delegado por la provincia de O'Higgins de la Federación de Profesores. En 1925 se trasladó a Santiago, para hacer clases en el Instituto Italiano, donde fue profesor primario, de filosofía y educación cívica. En 1926 hizo clases en la Escuela Normal de Copiapó.
En 1927 se trasladó a la Universidad de Columbia, donde obtuvo el grado de Master of Arts. Al año siguiente, se convirtió en el primer latinoamericano en obtener el grado de Doctor en Filosofía y Letras, por la Universidad Central de Madrid.
Fue presidente del Instituto Chileno-Árabe de Cultura, y se desempeñó como profesor de la Facultad de Filosofía y Humanidades de la Universidad de Chile.

## Obras
- La psicología educacional
- Posición del hombre en el universo
- Test para escuelas normales
- Guía de observaciones pedagógicas
- Las investigaciones científicas en nuestra educación (1933)
- Problemas vitales del magisterio chileno (planteamiento de ocho de ellos y aportes a su pronta solución)
- Cuestiones mínimas de observación
- Nuestros alumnos
- Nuestro problema educacional

## Traducciones
Entre las obras que Moisés Mussa Battal tradujo del árabe al español se cuentan:
- El Profeta, de Yibrán Jalil Yibrán;
- El Jardín del Profeta, de Yibrán Jalil Yibrán.